# Lilla Slätten
Lilla Slätten är en sjö i Hylte kommun i Småland och ingår i Lagans huvudavrinningsområde. Sjön har en area på 0,239 kvadratkilometer och ligger 149,1 meter över havet. Sjön avvattnas av vattendraget Hulabäcken.

## Delavrinningsområde
Lilla Slätten ingår i det delavrinningsområde (631769-136796) som SMHI kallar för Mynnar i Bolmen. Medelhöjden är 157 meter över havet och ytan är 2,79 kvadratkilometer. Räknas de 2 avrinningsområdena uppströms in blir den ackumulerade arean 34,01 kvadratkilometer. Hulabäcken som avvattnar avrinningsområdet har biflödesordning 3, vilket innebär att vattnet flödar genom totalt 3 vattendrag innan det når havet efter 132 kilometer. Avrinningsområdet består mestadels av skog (84 procent). Avrinningsområdet har 0,23 kvadratkilometer vattenytor vilket ger det en sjöprocent på 8,4 procent.